# 相模原ゴルフクラブ
相模原ゴルフクラブ（さがみはらゴルフクラブ）は神奈川県相模原市南区にあるゴルフ場。

## 概要
設計者は学生ゴルフの第一人者である小寺酉二。1960年完成の西コースは村上義一。もともとは社団法人として設立する予定だった。しかし文部省の却下により株式会社相模原ゴルフクラブとして設立。
完成は1955年4月29日。初代クラブハウスは谷口吉郎の設計により建てられた。1959年には初の日本オープン選手権が、1975年には日英対抗ゴルフ大会が行われた。1980年には2回目の日本オープンが開催され、全米オープン2位の青木功を一目見ようと大勢のギャラリーが詰め掛けた。1981年にはマツダジャパンクラシックが開催されたほか、1979年の日本アマ、1997年のゴルフ東西対抗競技大会、2000年の日本学生が行われ、2007年10月に行われた3回目の日本オープンは5月のツアーで初優勝した石川遼の出場もあり、大勢のギャラリーが詰め掛けた。
2013年には初の日本女子オープン選手権が開催された。その他2014年から2019年までスポニチ主催の内閣総理大臣杯争奪日本社会人ゴルフ選手権の決勝大会の会場として使用されている。

## コースの特徴
日本オープン開催時の東コース3番ホール（通常営業では12番ホール）は660ヤードの名物パー5ホールである。

## 外部サイト
- 相模原ゴルフクラブ